# Aire d'attraction de Porto-Vecchio
L'aire d'attraction de Porto-Vecchio est un zonage d'étude défini par l'Insee pour caractériser l’influence de la commune de Porto-Vecchio sur les communes environnantes. Publiée en octobre 2020, elle se substitue à l'aire urbaine de Porto-Vecchio, qui comportait 3 communes dans le zonage de 2010.

### Carte

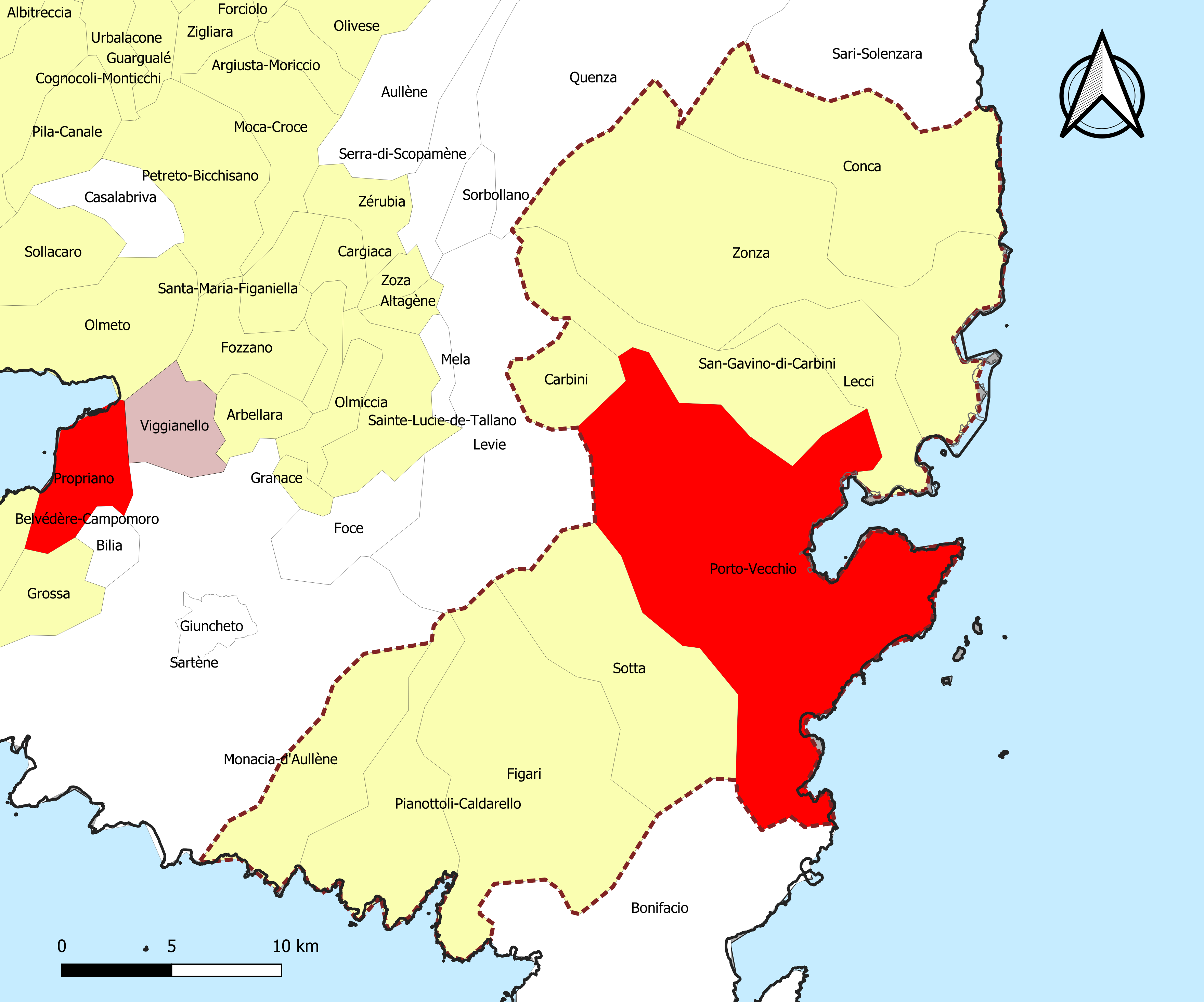
Carte de l'aire d'attraction de Porto-Vecchio.
Commune-centre
Commune de la couronne

## Définition
L'aire d'attraction d'une ville est composée d’un pôle, défini à partir de critères de population et d’emploi ainsi que d’une couronne constituée des communes dont au moins 15 % des actifs travaillent dans le pôle. Le pôle d’attraction constitue ainsi un point de convergence des déplacements domicile-travail,.

## Géographie
L’aire d'attraction de Porto-Vecchio est une aire intra-départementale qui comporte 10 communes en Corse-du-Sud. 

### Composition communale
| Nom                            | Code Insee | Département  | Statut                 | Superficie (km2) | Population (dernière pop. légale) | Densité (hab./km2) | Modifier                                    |
| ------------------------------ | ---------- | ------------ | ---------------------- | ---------------- | --------------------------------- | ------------------ | ------------------------------------------- |
| Porto-Vecchio (commune-centre) | 2A247      | Corse-du-Sud | commune-centre         | 168,65           | 11 536 (2022)                     | 68                 | modifier les données · modifier les données |
| Carbini                        | 2A061      | Corse-du-Sud | commune de la couronne | 16,47            | 117 (2022)                        | 7,1                | modifier les données · modifier les données |
| Conca                          | 2A092      | Corse-du-Sud | commune de la couronne | 77,96            | 1 167 (2022)                      | 15                 | modifier les données · modifier les données |
| Figari                         | 2A114      | Corse-du-Sud | commune de la couronne | 100,22           | 1 742 (2022)                      | 17                 | modifier les données · modifier les données |
| Lecci                          | 2A139      | Corse-du-Sud | commune de la couronne | 27,41            | 2 020 (2022)                      | 74                 | modifier les données · modifier les données |
| Monacia-d'Aullène              | 2A163      | Corse-du-Sud | commune de la couronne | 39,85            | 546 (2022)                        | 14                 | modifier les données · modifier les données |
| Pianottoli-Caldarello          | 2A215      | Corse-du-Sud | commune de la couronne | 42,78            | 800 (2022)                        | 19                 | modifier les données · modifier les données |
| Sotta                          | 2A288      | Corse-du-Sud | commune de la couronne | 66,50            | 1 866 (2022)                      | 28                 | modifier les données · modifier les données |
| San-Gavino-di-Carbini          | 2A300      | Corse-du-Sud | commune de la couronne | 47,88            | 1 162 (2022)                      | 24                 | modifier les données · modifier les données |
| Zonza                          | 2A362      | Corse-du-Sud | commune de la couronne | 134,46           | 2 869 (2022)                      | 21                 | modifier les données · modifier les données |

## Démographie
Cette aire est catégorisée dans les aires de moins de 50 000 habitants, une catégorie qui regroupe 12,2 % de la population au niveau national,.